# Налоговые преступления в России
Налоговые преступления — это преступления, связанные с уклонением от уплаты налогов. В настоящее время уголовная ответственность за совершение налоговых преступлений в российском законодательстве предусмотрена статьями 198, 199, 199.1, 199.2 Уголовного кодекса РФ.
Обязанность каждого физического и юридического лица по уплате налогов установлена Конституцией РФ. Перечень налогов, подлежащих уплате, налоговые ставки, сроки уплаты и категории налогоплательщиков предусмотрены налоговым кодексом. Однако, простая неуплата налога (недоимка) еще не является налоговым преступлением; она становится таковой, только если налоги не уплачены в крупном размере, и не уплачены они умышленно. Распространенным способом совершения налоговых преступлений является внесение искаженных данных в налоговые декларации.
Нельзя путать оптимизацию (минимизацию) налоговых платежей с уклонением от уплаты налогов. Оптимизация связана с использованием предоставленных законом льгот, либо выбором законного режима налогообложения, который наиболее выгоден субъекту предпринимательской деятельности, либо с таким планированием доходов и расходов лица, которое позволит субъекту свести размер налогов к минимуму. В любом случае, оптимизация налогов — это разрешенные законом действия, не причиняющие ущерба. Уклонение от уплаты налогов — наоборот, причиняет ущерб государству в виде не поступивших в бюджет налогов, и совершается умышленно.
Традиционно налоговые преступления отличаются существенной сложностью в доказывании. Оперуполномоченный, выявляющий налоговые преступления, следователь, их расследующий, прокурор, поддерживающий государственное обвинение в суде и судья, выносящий приговор, являются юристами; в то же время, рассмотрение налоговых преступлений дополнительно требует и экономических (бухгалтерских) познаний. Уголовные дела о налоговых преступлениях зачастую состоят из многих томов, так как при расследовании изымается отчетность предприятий, налоговые декларации, первичная документация, которая приобщается к делу в качестве доказательств. Сложно доказуемым является умысел обвиняемых на совершение преступлений; сторона обвинения обязана доказать, что неуплата налогов не явилась следствием бухгалтерской ошибки, неправильных подсчетов, а также умысел на совершение налоговых преступлений исключается в случае противоречия законов.
Судебная практика привлечения к ответственности за налоговые преступления не отличается единообразием. Это связано с тем, что нет разъяснений по поводу ряда неоднозначно сформулированных норм Уголовного кодекса РФ. Например, нет формулы расчета доли неуплаченных налогов для определении крупного (особо крупного) размера преступления для привлечения к ответственности по статье 199 УК РФ. По данному поводу есть две точки зрения: в знаменателе при расчете доли необходимо ставить сумму, подлежащего уплате налога, по которому имеется недоимка, вторая точка зрения: в знаменателе необходимо указывать сумму всех налогов, подлежащих уплате организацией.
Законодательно установлена возможность прекращения уголовных дел о налоговых преступлениях при погашении виновным лицом суммы недоимки по налогам. Данный уголовно-правовой рычаг способствует повышению собираемости налогов в бюджет.